# Карпіни (Польща)
Карпіни (пол. Karpiny, нім. Treugenkohl) — село в Польщі, у гміні Садлінки Квідзинського повіту Поморського воєводства.
Населення — 365 осіб (2011).
У 1975-1998 роках село належало до Ельблонзького воєводства.

## Демографія
Демографічна структура станом на 31 березня 2011 року:
|          | Загалом | Допрацездатний вік | Працездатний вік | Постпрацездатний вік |
| -------- | ------- | ------------------ | ---------------- | -------------------- |
| Чоловіки | 170     | 48                 | 115              | 7                    |
| Жінки    | 195     | 59                 | 111              | 25                   |
| Разом    | 365     | 107                | 226              | 32                   |